# جان گراهام
جان گراهام (انگلیسی: John Graham; ۱۷۷۴ – ۶ اوت ۱۸۲۰) سیاست‌مدار اهل ایالات متحده آمریکا بود.